# Bonn zoological Bulletin
Bonn zoological Bulletin – niemieckie, anglojęzyczne, recenzowane czasopismo naukowe otwartego dostępu publikujące w dziedzinie zoologii.
Czasopismo to wydawane jest przez Zoologisches Forschungsmuseum Alexander Koenig w Bonn. Dawniej ukazywało się pod tytułem Bonner zoologische Beiträge. Wychodzi dwa razy do roku. Ponadto regularnie ukazuje się seria suplementów (Supplement Series, w latach 1971–2011 pod nazwą Bonner zoologische Monographien). Publikuje oryginalne prace badawcze, prace przeglądowe i doniesienia naukowe dotyczące zoologii organizmalnej zwierząt lądowych i słodkowodnych. Tematyka skoncentrowana jest na taksopnomii, systematyce, biologii ewolucyjnej, bioróżnorodności i zoogeografii, ale publikowane są też prace dotyczące ekologii, etologii, morfologii, anatomii i fizjologii.
W 2017 roku jego wskaźnik cytowań wynosił według Scimago Journal & Country Rank wyniósł 0,413.